# مارثا ستيوارت
مارثا هيلين ستيوارت (المولودة في مدينة كوستيرا Kostyra ؛ في الثالث من شهر أغسطس لعام 1941) تعتبر أهم سيدات الأعمال الأميركيات، كما تعمل مقدمة برامج تلفزيونية، وكاتبة بالإضافة إلى المجلة التي تنشرها. ونظرا لما قامت به من إنتاج ضخم في مجال الإعلام فإن مارثا ستيوارت قد نالت نجاحا هائلا من خلال مجموعة متنوعة من المشاريع التجارية، وتشمل النشر، والإذاعة، والتجارة. ويتم بث برنامجها الحوارى، مارثا في جميع أنحاء العالم، كما قامت بكتابة العديد من الكتب الأكثر مبيعا، بالإضافة إلى كونها ناشر مجلة مارثا ستيوارت ليفينج Martha Stewart Living.
وفي عام 2001، صنفت ستيوارت ثالث امرأة ذات نفوذ قوى في أميركا من قبل لاديز هوم جورنال Ladies Home Journal. وفي عام 2004، نظرا لتضليل المحققين حول عملية بيع الأسهم، تم الحكم عليها بالحبس خمسة أشهر في السجن. ثم بدأت ستيوارت من جديد بحملة قوية في عام 2005،  من خلال شركتها الرائجة في عام 2006.

## السيرة الذاتية
ولدت مارثا ستيوارت في مدينة جيرسي بولاية نيو جيرسي لأبوين من الطبقة المتوسطة البولندية الأميركية ادوارد «إدي» كوستيرا Edward "Eddie" Kostyra (سى) 1912—1979) ومارثا راسكاويسكى كوستيرا Martha Ruszkowski Kostyra (بى) بافالو، نيويورك، 16 أيلول /سبتمبر، 1914—دى. نورووك، كونيتيكت، 16 نوفمبر 2007،  عاشت في مدينة جيرسي حتى سن 3 سنوات، وذلك عندما انتقلت عائلتها إلى نوتلي، نيو جيرسي  حيث تربت في نتلي مع والديها وخمسة أشقاء  كما تخرجت ستيوارت من المدرسة الثانوية في نتلي مسقط رأسها 
وغرست عائلتها في شخصيتها عاطفة قوية نحو الأنشطة المنزلية. حيث علمتها والدتها كيفية الطبخ والخياطة. وفي وقت لاحق، تعلمت طرق التعليب والحفظ عندما زارت منزل أجدادها في بافالو، نيويورك. كما كان والدها شغوفا بالبستنة، حيث نقل الكثير من المعرفة والخبرة لابنته.
ولقد نشطت ستيوارت أيضا في العديد من الأنشطة اللامنهجية، مثل صحيفة المدرسة ونادي الفن. خلال هذا الوقت، بدأت ستيوارت مهنة عرض الأزياء. حيث استؤجرت وظهرت في مختلف الإعلانات التلفزيونية والمجلات، بما في ذلك اعلانات السجائر المشهورة تيريتنز ' " قاوم بدلا من التغيير ". ونظرا لاستقامتها، حصلت مارثا على منحة دراسية جزئية لكلية بارنارد في مدينة نيويورك.
كانت في البداية تعتزم دراسة تخصص في مجال الكيمياء، لكنها عدلت مسارها إلى الفن والتاريخ الأوروبي، وتاريخ الهندسة المعمارية في وقت لاحق. وفي ذلك الوقت التقت ب أندرو «اندي» ستيوارت، الذي تزوجته فيما بعد، في 1 يوليو، 1961. وتركت مارثا بارنارد حيث واصلت نجاحها البسيط في مهنة عرض الأزياء، في حين أنهى زوجها دراسته في القانون بمدرسة ييل للقانون. ثم عادت إلى بارنارد بعد عام واحد مرة أخرى، لتتخرج في تخصص مزدوج في التاريخ وتاريخ الهندسة المعمارية. كما أنجبت طفلتها الوحيدة، الكسيس ستيوارت في عام 1965.
و في هذا الوقت، بدأت ستيوارت في صقل وتطوير مهاراتها التجارية. حيث دخلت في سوق الأوراق المالية في عام 1967 ولقد لاقت نجاحا مبهرا، لكنها تركت هذه المهنة في عام 1973 في سبيل قضاء مزيد من الوقت مع ابنتها واستعادة موطنها الجديد في ولاية كونيتيكت. ولقد ذكر أن تورطها في فضيحة اثاث ليفتز ربما ساهمت في قرار مغادرتها شركة مونيس، هورستمان، ويليامز وسيدل  حيث زعم العديد من المدراء في الشركة أنهم قد تلقوا عمولات ورشاوى من ليفتز لبيع أسهم الشركة المتعثرة ماليا وقررت ستيوارت وزوجها الانتقال إلى ويستبورت، كونيتيكت. حيث اشتروا وشرعوا في إجراء ترميمات واسعة النطاق لمزرعة 1805 على طريق تركيا هيل رود والذي أصبح في وقت لاحق نموذجا لبرنامج مارثا ستيوارت ليفينج  التلفزيوني. حيث تبنى كلا من ستيوارت وزوجها فكرة المشروع بأكمله من تلقاء انفسهم. وأثناء تنفيذ المشروع، تجسدت لدى ستيوارت مهارة التزيين والانتعاش مرة أخرى.
وفي عام 1976 بدأت ستيوارت أعمال توريد الأطعمة في الطابق تحت الأرضي مع صديقتها نورما كولير من فترة عرض الأزياء. وسرعان ما لاقت تجربة المشروع نجاحا واسعا، لكن ساءت الأمور عندما زعمت كولير أنه بات من الصعب العمل مع مارثا، وكانت أيضا تحتكر وظائف توريد الأطعمة. ومن ثم اشترت مارثا نصيبها في المشروع. كما تم التعاقد مع مارثا أيضا كمدير لمستودع تخزين المواد الغذائية، سلة الشراء في السوق المحلى The Market Basket at the Common Market، والتي حولته إلى شعلة من النجاح المزدهر.
وبمرور الوقت تولى زوج مارثا رئاسة شركة مدينة نيويورك هاري ان. ابرامز، للنشر New York City publisher Harry N. Abrams, Inc في عام 1977، حيث كان مسؤولا عن إطلاق طبعة من سلسلة كتاب الأمثال السري The Secret Book of Gnomes باللغة الإنجليزية، للمؤلفين الهولنديين ويل هوايجين ورين بورتفيت الذي سرعان ما لاقى نجاحا رائجا وأصبح الكتاب الأكثر مبيعا في نيويورك تايمز. كما تعاقد مع شركة ستيوارت من أجل الاشراف على حفلة إصدار أول طبعة من الكتاب، حيث تعرفت حينئذ على آلان ميركن، Alan Mirken رئيس مجموعة كراون للنشر Crown Publishing Group. حيث أعجب ميركن بما لدى ستيوارت من مواهب ومن ثم وقع معها عقدا في وقت لاحق لتأليف كتاب طهى يتضمن وصفات وصور من الحفلات التي استضافت ستيوارت. وكانت النتيجة انتيرتاينينج  Entertaining، بقلم اليزابيث هاويس.
ومنذ ذلك الوقت، تطورت مهاراتها التجارية بشكل سريع.
ولقد أصبح انتيرتاينينج  Entertaining أفضل الكتب مبيعا لصحيفة نيويورك تايمز، وأفضل الكتب مبيعا منذ ظهور كتاب جوليا تشايلد وسيمون بيك
اتقان فن الطبخ الفرنسي Mastering the Art of French Cooking , الذي صدر منذ عقدين سابقين من الزمان.

## بدء الشهرة والحياة المهنية

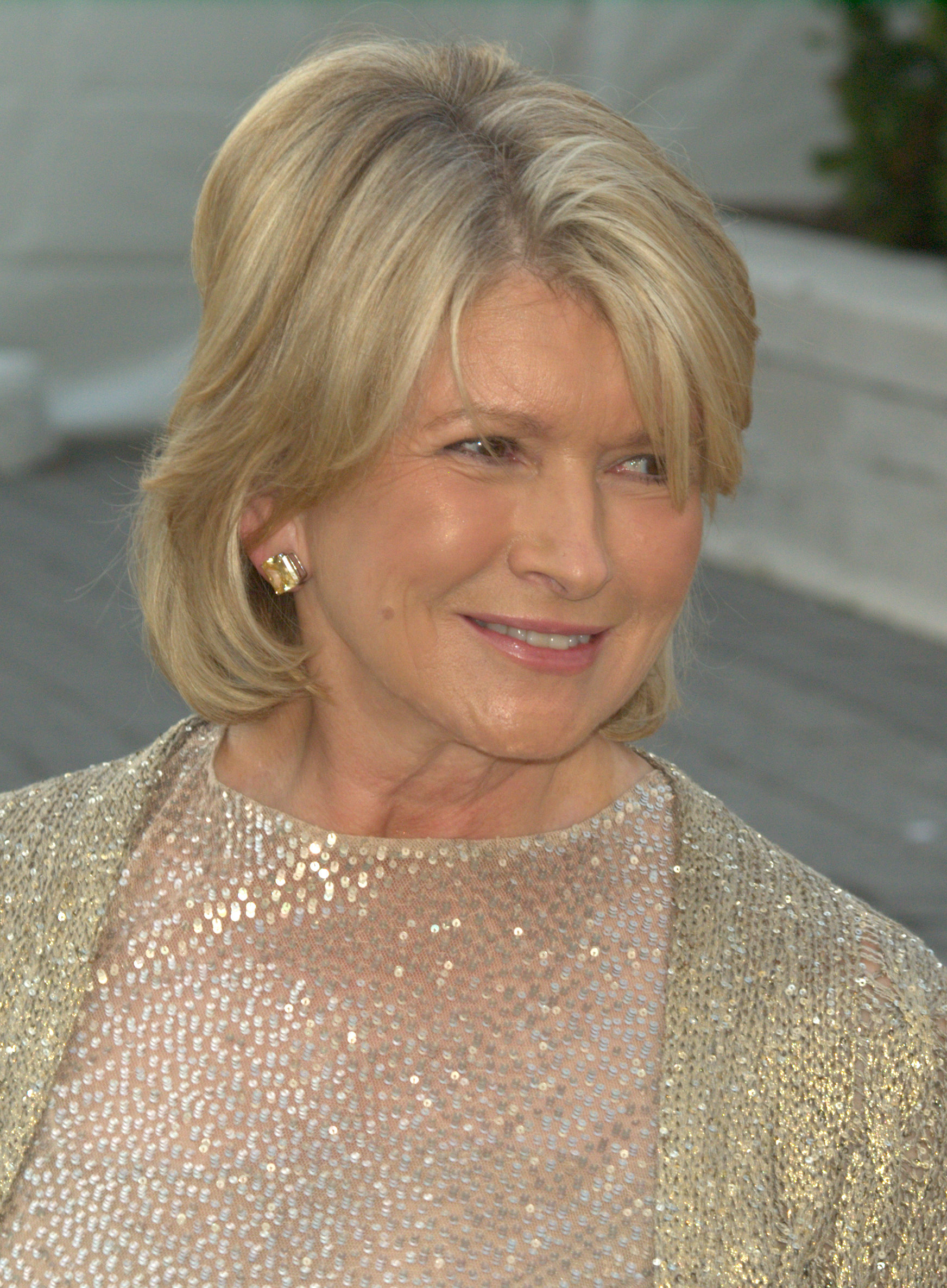
حضور مارثا ستيوارت عرض أوبرا ميتروبوليتان Metropolitan Opera عام 2009.

و بعد النجاح الذي لاقاه كتاب انترتاينينج Entertaining أصدرت ستيوارت العديد من الكتب برعاية كلاركسون بوتر للنشرClarkson Potter publishing imprint، بما في ذلك وجبات مارثا ستيوارت السريعة 1983 Martha Stewart's Quick Cook، ومشهيات مارثا ستيوارت (1984)Martha Stewart's Hors D'oeuvres، وفطائر وتورتات مارثا ستيوارت Martha Stewart's Pies & Tarts (1985)، وحفلات الزفاف (1987)، وتجهيزات حفل الزفاف (1988)، وفهرس وجبات مارثا ستيوارت السريعة (1988)، وأكلات مارثا ستيوارت الخاصة بعيد الميلاد Martha Stewart's Christmas (1989)، وغير ذلك الكثير.وخلال هذا الوقت ألفت العشرات من أعمدة الصحف ومقالات المجلات وغيرها من الفقرات الخاصة بالتدبير المنزلي، وظهرت في برامج تلفزيونية عديدة مثل أوبرا وينفري شوThe Oprah Winfrey Show ولاري كينغ لايف Larry King Live. ولقد انفصلت عن زوجها في عام 1989.
وفي عام 1990 وقعت عقدا مع تايم فينتشرز للنشر Time Publishing Ventures وذلك لتطوير مجلة جديدة بعنوان، مارثا ستيوارت ليفينج Martha Stewart Living، حيث شغلت ستيوارت منصب رئيس التحرير. وصدر العدد الأول في أواخر عام 1990 حوالى 250,000 كنتيجة أولية. وزاد الرقم ليصل إلى ذروته في عام 2002 إلى أكثر من مليوني نسخة عن كل عدد. وفي عام 1993، بدأت برنامج أسبوعي مدته نصف الساعة تحت اشراف مجلتها، والذي سرعان ما قدم لمدة ساعة كاملة، ثم بشكل يومي لاحقا، مع حلقتين لمدة نصف ساعة في عطلات نهاية الأسبوع. هذا وشاركت ستيوارت في العرض المبكر لشبكة سي بي اس CBS's The Early Show، وتألقت في العديد من البرامج المقدمة في العطلات الرسمية على شبكة سي بي اس.
ومنها برامج حوارية كثير
وقد وصفتها صحيفة مجلة نيويورك على غلافها عن شهر مايو 1995، بأنها «المرأة الأميركية بلا منازع في عصرنا».

### شركة مارثا ستيوارت ليفينج أومنيميديا
و في أيلول / سبتمبر 1997، أصبحت ستيوارت، بمساعدة شريكتها التجارية شارون باتريك، قادرة على تأمين تمويل شراء وتسويق المشاريع التلفزيونية المختلفة، والطباعة، وتسويق المشاريع المتصلة بفريق مارثا ستيوارت، ودمجها في شركة جديدة، مارثا ستيوارت ليفينج أومنيميديا. حيث تولت ستيوارت منصب الرئيس و، والرئيس التنفيذي للشركة الجديدة وصارت باتريك المدير التنفيذي للعمليات. وبتنظيم جميع أعمال الفريق تحت سقف واحد، شعرت ستيوارت بأنها يمكن أن تعزز من فعالية المشروع، وتكون لها سيطرة أكبر للفريق نحو مزيد من الأعمال والأنشطة. وفي ذلك الشهر نفسه، أعلنت ستيوارت في برنامجها مارثا ستيوارت ليفينج  إنشاء موقع مصاحب على شبكة الإنترنت، marthastewart.com، بالإضافة إلى كتالوج الأعمال التجارية، وامكانية مراسلة مارثا عبر البريد الإلكترونى. كما يوجد بالشركة أيضا فرع توصيل الأزهار إلى المستهلك مباشرة عن طريق، marthastewartflowers.com. نسخة محفوظة 6 يناير 2012 على موقع واي باك مشين.
و في 19 تشرين الأول، 1999، ساهمت شركة مارثا ستيوارت ليفينج  في بورصة نيويورك تحت اسم ام اس أو (شركة مارثل ستيوارت ليفينج). وكان الاكتتاب الأولي العام على تعيين 18 دولارا للسهم الواحد، وارتفع ليصل إلى 38 دولارا بحلول نهاية التداول، مما يجعل ستيوارت الملياردير على الورق. وتراجع سعر السهم ببطء ليصل إلى 16 دولارا للسهم الواحد بحلول شباط / فبراير 2002. وكانت ستيوارت آنذاك لا تزال تملك غالبية الأسهم، بحصولها على نسبة 96 ٪ من قوة التصويت في الشركة.

## تداول الأسهم وقضية الإدانة
وفقا لجنة الاوراق المالية والبورصات بالولايات المتحدة، تجنبت ستيوارت فقدان 45,673 $ عن طريق بيع جميع أرباح أسهم امكلون والتي تقدر بحوالى ImClone 3,928 وذلك في أواخر عام 2001. وفي اليوم التالي للبيع الخاص بها، انخفضت قيمة الأسهم بنسبة 18 ٪.
و في الأشهر التي تلت ذلك، شنت ستيوارت حملة اعلامية ثقيلة في وسائل الاعلام، بما في ذلك تغطية مجلة نيوزويك، تحت عنوان «فوضى مارثا» "Martha's Mess.". ولا سيما، القاء الساخن الذي اجراه جين كلايسون من شبكة سي بي اس مع ستيوارت على الهواء في يونيو / حزيران 25، 2002 عن شركة امكلون ImClone وذلك خلال فقرة العرض المبكر The Early Show.. ولقد استمرت ستيوارت في تقطيع الملفوف، على حد تعليقها الكوميدى الشهير «أريد فقط أن أركز على طبق السلطة.» 
وفي 3 أكتوبر 2002، استقالت مارثا ستيوارت من منصبها، الذي عقد لمدة أربعة أشهر، في مجلس الإدارة لبورصة نيويورك، بعد أن قدمت النيابة العامة تحقيقا مع دوغلاس فانويل Douglas Faneuil، مساعد وسيط لميريل لينش بروكر بيتر باكنوفيك Merrill Lynch broker Peter Bacanovic. 
وفي يوم 4 يونيو 2003، تم توجيه الاتهام إلى ستيوارت من جانب الحكومة في تسع تهم من بينها تهمة الغش في الأوراق المالية وعرقلة سير العدالة. ومن ثم تنحت ستيوارت طواعية عن منصب الرئيس التنفيذي ورئيسة شركة مارثا ستيوارت ليفينج أومنيميديا MSLO ولكنها بقيت في منصب رئيس قسم الإبداع. وذهبت للمحاكمة في يناير 2004. اظهر المدعى العام ان باكنوفيك أمر مساعديه ان يخبروا ستيوارت ان صأمويل دى واكسل بصفته الرئيس التنفيذي لشركة امكلون ImClone، قد قام ببيع جميع أسهمه مقدما من هيئة الغذاء والدواء. ومن ثم كان من المتوقع أن يتسبب ذلك القرار في انخقاض أسهم شركة امكلون ImClone.
بعد محاكمة حظيت بدعاية كبيرة دامت خمسة اسابيع من مراقبة هيئة المحلفين، تمت ادانة ستيوارت في آذار / مارس 2004 بتهمة التآمر وعرقلة سير اجراءات العدالة، والكذب على المحققين الفيدراليين وحكم عليها بالسجن في يوليو تموز 2004 مدة خمسة أشهر في إصلاحية فيدرالية وفترة سنتين مع الإفراج المشروط (لتوضع لفترة خمسة أشهر تحت المراقبة الإلكترونية).
ومكثت ستيوارت في أيلول / سبتمبر 2004 خمسة أشهر بالسجن في حين لا يزال طعنها معلقا. وفي أكتوبر 2004، رفعت مذكرة لمعسكر سجن ألدرسون الاتحادي في فرجينيا الغربية. حيث أطلق سراحها يوم 4 مارس 2005، وبعد ذلك وضعت تحت المراقبة الإلكترونية لمدة 5 أشهر إضافية.
وأدين كلا من باكنوفيك Bacanovic وواكسل Waksal بتهم فيدرالية وحكم عليهما بالسجن. كما دفعت ستيوارت غرامة قدرها 30,000 دولار.
و في آب / أغسطس 2006، أعلنت لجنة الاوراق المالية والبورصات أنها قد وافقت على تسوية القضية المتعلقة ضد ستيوارت. وفي إطار التسوية، وافقت ستيوارت على التنحى لمدة خمس سنوات عن منصب المدير العام، أو منصب الرئيس التنفيذي، أو المدير المالي (أو أي منصب آخر في الأدوار التي وعدت بأنها ستكون مسؤولة عن إعداده أو مراجعة الحسابات، أو الكشف عن النتائج المالية)، في أي شركة مساهمة عامة. وفي يونيو / حزيران 2008، رفضت وكالة الحدود البريطانية منحها تأشيرة لدخول المملكة المتحدة بسبب ما نسب إليها من تهمة الإدانة الجنائية لعرقلة سير العدالة. حيث كانت تخطط لتلقى خطابا في الأكاديمية الملكية للأزياء وصناعة الترفيه.

## المشاريع الحالية

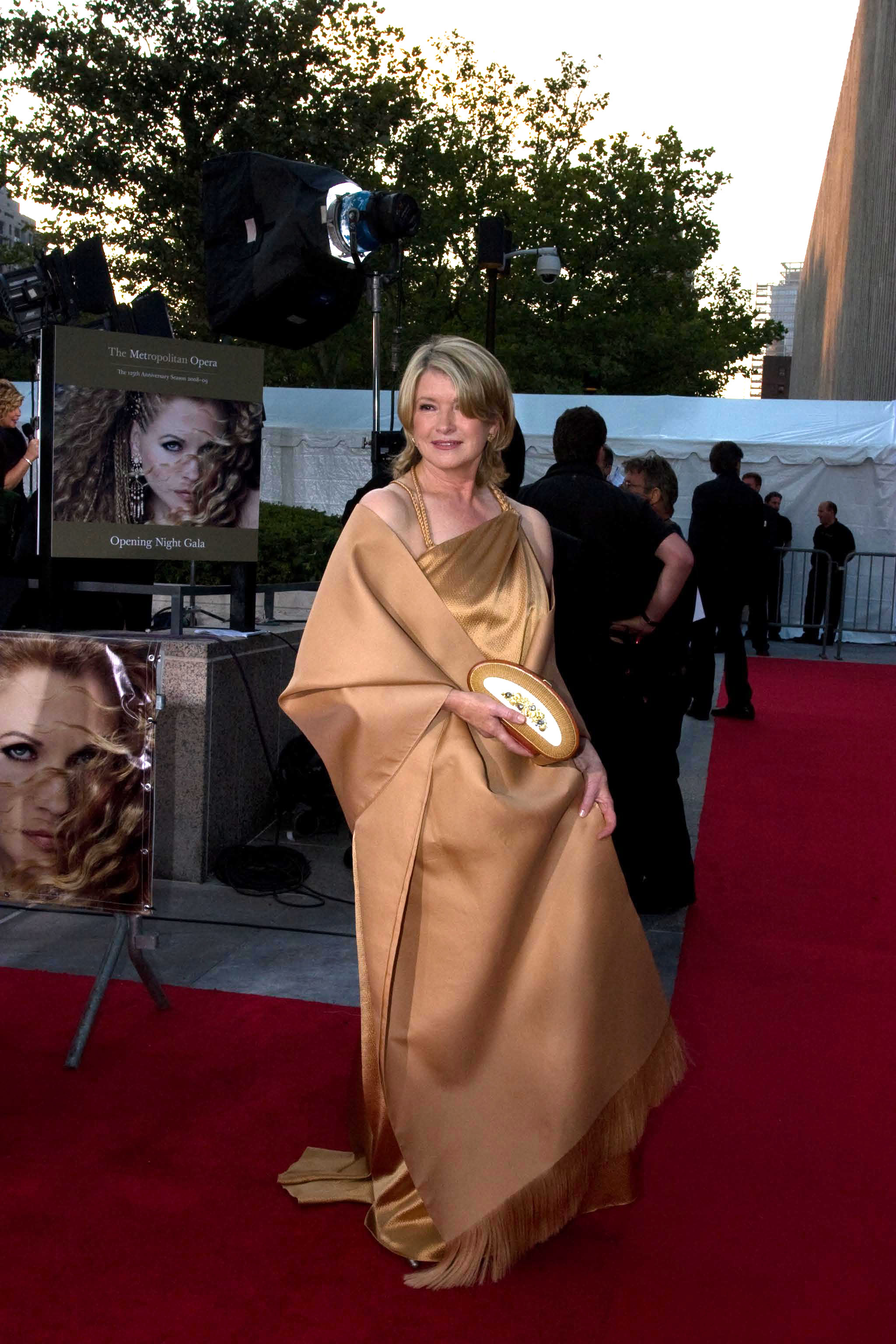

وفي أعقاب إطلاق سراحها من السجن في آذار / مارس 2005، شنت ستيوارت حملة العودة والتي حظيت بدعاية كبيرة، وشاركت مرة أخرى في برنامج مارثا ستيوارت ليفينج. وزاد الطلب على عروض شركة مارثا ستيوارت اليومية في كمارت Kmart ليشمل خطا يختص بمجموعة جديدة من المفروشات المنزلية الجاهزة، بالإضافة إلى خط يختص بالطلاء الداخلى، أصبح متوفرا في متاجر سيرز Sears الكبيرة [[.]] ومع ذلك، يعتبر التلفزيون الجانب الأكثر إثارة والذي شجعها على العودة بشدة مرة أخرى بتلك الحماسة [[.]] عادت ستيوارت إلى التلفزيون خلال عرض مارثا ستيوارت  وظهرت في نسخة معدلة من المبتدئThe Apprentice  (تسمى [26] ظهر كلا من العرضين لأول مرة في أيلول / سبتمبر 2005، من إنتاج مارك بيرنيت Mark Burnett. ويعد برنامج عرض مارثا ستيوارت  حاليا في موسمه الرابع.
وتلقى عرضها الجزئي لبرنامج المبتدئ Apprentice معدلات منخفضة، حيث تميز باللهجة الانتهازية لحملة الشبكة الترويجية والتي لم تلق ترحيبا من الأغلبية العظمى لعامة الجمهور وإلى تخصيص شبكة ان بي سي فترات زمنية محددة لتظهر ضد الدراما الضائعة [[.]] وبذلك لم يتم تجديد برنامج المبتدئ: مارثا ستيوارت  لموسم ثان.
وفي أكتوبر 2005، أصدرت ستيوارت كتابا جديدا بعنوان قواعد مارثا الخاصة ببدء وإدارة الأعمال التجارية الجديدة، وبعد ذلك بشهر أصدرت شركتها كتيبا خاصا بطريقة مارثا ستيوارت في المخبوزات Martha Stewart Baking Handbook. وفي أكتوبر 2006، نشرت مارثا ستيوارت كتيبا خاصا بالاعتناء بمنزلك Martha Stewart's Homekeeping Handbook، ويعتبر كتابا مرجعيا للاعتناء بمنزلك، نشر من خلال كلاركسون بوتر. حيث لديها أيضا ومهارة الطبخ، والبستنة، وقطاعات الحرف التي تظهر بالعرض اليومى لشبكة ان بى سى . ولقد تم ترشيح برنامج ستيوارت الحواري اليومي في ست فئات لجوائز ايمى السنوية الثالث والثلاثين لعام 2006 33rd Annual Daytime Emmy Awards، بما في ذلك أفضل مضيف وأفضل عرض.
ولقد أطلقت MSLO خط من البيوت التي تحمل اسمها ليتم تشييدها بواسطة كى بى هوم KB Home الرئيسية في البداية في كاري Cary بولاية نورث كارولينا، ومختلف المواقع في سائر أنحاء البلاد. ولقد تم الانتهاء من بناء المنازل الأولى، والتي كانت مستوحاة من منزل ستيوارت الكائن في نيويورك وجزيرة صحراء الجبل Mount Desert Island في ولاية ماين Maine، في أوائل عام 2006. وفي نهاية المطاف، تم تخطيط 650 منزلا بأسعار تبدأ من أقل 200,000 دولار حتى 400,000 دولار. كما يوجد أيضا خط يختص بالصناعات الورقية اليدوية أي كا سكسيس EK Success قيد التنفيذ. وفي أيلول / سبتمبر 2007، أطلقت خط الأدوات المنزلية من أجل ميسي Macy's, الذي يعد أكبر علامة تجارية في تاريخ ميسي. وفي الإعلانات التجارية للخط، أشارت ستيوارت أنها قد صممت أكثر من 2,000 بندا حصريا من أجل ميسي. ويشمل الخط ما يلزم الفراش، والحمامات، وتجهيزات المطابخ وأواني الطعام. بالإضافة إلى الاعلانات التلفزيونية والدعاية المصاحبة، أطلقت شركة MSLO قناة اذاعية مصاحبة لقناة سيريوس Sirius على مدار 24 ساعة عبر الأقمار الصناعية في نوفمبر تشرين الثاني 2005، حيث استضافت ستيوارت ضيوفها اسبوعيا من خلال المكالمات الاذاعية.
كما ظهرت ستيوارت أيضا في دور خاص بالمسلسل الكوميدي والدرامى بيتي القبيحة Ugly Betty في حلقة 16 نوفمبر 2006 "اربعة هدايا وجنازة" "Four Thanksgivings and a Funeral", والتي أعطت صديقتها ويليمينا سلاتر Wilhelmina Slater (الذي لعبته فانيسا ويليامزVanessa Williams) بعض النصائح حول كيفية إعداد وجبة الديك الرومى. كما يعتبر جوستين سواريز Justin Suarez (الذي لعبه مارك إندليكاتوMark Indelicato) من مشجعي ستيوارت.
وفي تموز / يوليو 2006، أعلن برنامج مارثا ستيوارت ليفينج أومنيميديا Martha Stewart Living Omnimedia اتفاقا مع شركة فلور FLOR, Inc لعدة سنوات، الشركة المصنعة لأغطية الأرضيات وذلك لتصنيع وتسويق خط جديد لشركة مارثا ستيوارت للسجاد والبلاط. ولقد سطع نجم تصميمات شركة مارثا ستيوارت بالاشتراك مع شركة فلور  لأول مرة في عام 2007 مع التصميم المميز ولوح الألوان المرتبطة بعلامة مارثا ستيوارت التجارية. ويعد هذا الاتفاق مع شركة فلور جزءا من برنامج مارثا ستيوارت المتقدم للمفروشات المنزلية، التي تشمل مجموعة واسعة من المنتجات مثل الأثاث مع بيرنهارت Bernhardt، لون الجدار من تصميم لوي Lowe's، وفرش الأرضية من تصميم شركة فلور.
وفي 14 سبتمبر 2007، أعلن برنامج مارثا ستيوارت ليفينج أومنيميديا Martha Stewart Living Omnimedia أنه تم توقيع عقد شراكة مع اى وجى جالو وينرى E & J Gallo Winery لإنتاج النبيذ مع العلامة التجارية «خمر مارثا ستيوارت» "Martha Stewart Vintage" (للبيع في 6 مدن، كانون الثاني / يناير بثمن 15 دولارا). 15,000 الحالات ليتم بيعها وتشمل: مقاطعة سونوما كاردونى Sonoma County Chardonnay، مقاطعة سونوما كابرينيت سوفيجنون Sonoma County Cabernet Sauvignon ومقاطعة سونوما ميرلوت 2006 Sonoma County Merlot (اتلانتا، بوسطن، شارلوت (نورث كارولاينا، دنفر، فينيكس، بورتلاند (أوريغون). هذا وقد وقعت مارثا ستيوارت عقدا مع شركة كوستكو بالجملة Costco Wholesale Corp لتقديم المواد الغذائية الطازجة والمجمدة (المسماة - توقيع كيركلاند label - Kirkland Signature). 
وفي تموز / يوليو 2008، تم عرض منتجات الصناعة اليدوية تحت اسم «احتفالات مارثا ستيوارت»"Martha Stewart Celebrate" و«صناعة مارثا ستيوارت» "Martha Stewart Create", في بوصفهما فرعين تابعين لمارثا ستيوارت ليفينج اومنيميديا Martha Stewart Living Omnimedia, لأول مرة في محلات وول مارت. وجاء الاتفاق ليغلق أكثر من 600 من متاجر كا مارت K-Mart في الولايات المتحدة.

## حياتها الشخصية
عندما بلغت سن العشرين، تزوجت أندرو «اندي» ستيوارت، في 1 يوليو، 1961. ولقد تركت الدراسة بكلية بارنارد لمدة عام بعد أن تزوجت ولكنها عادت في وقت لاحق. كما أنجبت ابنتها أليكسيس ستيوارت Alexis Stewart في عام 1965.
وفي عام 1989 انفصل كلا من مارثا وأندرو.
لم تتزوج مارثا مرة ثانية، ولكنها واعدت تشارلز سيموني Charles Simonyi لمدة 15 عاما حتى فبراير 2008  وبعد تلك العلاقة، تزوج تشارلز سيمونى من ليزا بيرسدوتر Lisa Persdotter ، في يوم 22 نوفمبر 2008 
وتعتبر ستيوارت مولعة بحب الحيوانات. وتعتبر كلاب التشو تشو، البلدوج الفرنسي، و قطط جبال الهيمالايا، وحصان الفريزيان من الحيوانات الأليفة المفضلة لديها  ولقد صورت فيديو  نيابة عن الحيوانات ذوات الفراء بعد أن اقتربت منهم كثيرا في الفترة التي قضتها في السجن. وذكرت ستيوارت، «اعتدت على ارتداء الفراء الطبيعى، ولكنى، مثل كثيرين آخرين، اشعر بتغير شديد في نفسى عندما أعلم ما يحدث بالفعل لتلك الحيوانات»  وفي 12 نيسان 2008، تم اعلان خبر وفاة قوبلاي خان باو باو تشاو تشو تشاو  Kublai Khan Paw Paw Chow Chow Chow عبر مدونة ستيوارت الرسمية، واحدة من كلاب ستيوارت، عن عمر يناهز 12 عام 
كما توفت مارثا كوستيرا Martha Kostyra, والدة مارثا ستيوارت، عن عمر يناهز ال 93 عاما في يوم 16 نوفمبر 2007  ولقد ظهرت كوستيرا في إحدى حلقات مارثا ستيوارت ليفينج  مرات عديدة.
ستيوارت يقيم حاليا في Katonah، نيويورك، وهي قرية من بيدفورد، نيويورك. كما أنها تحافظ على وحدة سكنية في جبل صحراء الجزيرة في ولاية ماين 

## الروابط الخارجية
- مارثا ستيوارت على موقع IMDb (الإنجليزية)
- مارثا ستيوارت على موقع الموسوعة البريطانية (الإنجليزية)
- مارثا ستيوارت على موقع مونزينجر (الألمانية)
- مارثا ستيوارت على موقع ميوزك برينز (الإنجليزية)
- مارثا ستيوارت على موقع إن إن دي بي (الإنجليزية)
- مارثا ستيوارت على موقع قاعدة بيانات الفيلم (الإنجليزية)
- الموقع الرسمي

قالب:MSLO
قالب:The Apprentice